# Yasuhikotakia
Yasuhikotakia là một chi cá trong họ Botiidae. Chúng được tìm thấy trong lưu vực sông Mekong ở Đông Dương và các sông Chao Phraya, Mae Klong ở Thái Lan. Nhiều loài trong số này được ưa chuộng để nuôi làm cảnh.

## Các loài
- Yasuhikotakia caudipunctata (Y. Taki & A. Doi, 1995)
- Yasuhikotakia eos (Y. Taki, 1972)
- Yasuhikotakia lecontei (Fowler, 1937)
- Yasuhikotakia longidorsalis (Y. Taki & A. Doi, 1995)
- Yasuhikotakia modesta (Bleeker, 1864) (Cá heo xanh đuôi đỏ)
- Yasuhikotakia morleti (Tirant, 1885) (Cá heo xám)
- Yasuhikotakia splendida (T. R. Roberts, 1995)